# Обадете се на Сол
„Обадете се на Сол“ (на английски: Better Call Saul) е американски драматичен сериал, който започва на 8 февруари 2015 г. По идея на Винс Гилиган и Питър Гулд, той е едновременно прелюдия, спиноф и продължение на „В обувките на Сатаната“, създаден от Гилиган. Действието се развива през 2002 г., шест години преди появата на Сол във „В обувките на Сатаната“, но също така са показани и събития, развиващи се и след тези в оригиналния сериал.
През юли 2018 г. сериалът е подновен за пети сезон, който започва на 23 февруари 2020 г. През януари 2020 г. е подновен за шести и последен сезон. През февруари 2021 г. AMC обявява, че той ще започне вероятно през първата четвърт на 2022 г. На 10 февруари 2022 г. става ясно, че сезонът ще започне на 18 април 2022 г. Последният епизод е излъчен на 15 август 2022 г.
Подобно на своя предшественик „Обадете се на Сол“ получава възторжени отзиви. Номиниран е за четири няколко награди Еми, един Златен глобус и редица други отличия. Премиерата му отбелязва най-висок рейтинг за американски сериал по кабелна телевизия.

## Продукция

### Концепция
През юли 2012 г. създателят на „В обувките на Сатаната“ – Винс Гилиган, прави намек за вероятен спиноф на сериала. Скоро след това в свое интервю казва, че намира за интересна идеята за „адвокатски сериал, в който главният герой би сторил всичко, за да не попадне в съдебната зала“.
През април 2013 г. е обявено, че Гилиган и Голд, сценаристи на епизода на „В обувките на Сатаната“, въвел персонажа на Сол Гудмън, са започнали да разработват новия проект.

### Кастинг
В ролята на Сол Гудмън е Боб Оденкърк. През януари 2014 г. става ясно, че Джонатан Банкс отново ще въплъти ролята на Майк Ърмънтраут и ще е част от главния състав. Въпреки че обсъжда с Гилиган евентуална поява в „Обадете се на Сол“, Арън Пол (Джеси Пинкман) заявява по-късно пред The Huffington Post, че това няма да се случи. Дийн Норис (Ханк Шрейдър) обявява, че няма да участва, отчасти заради ангажимента си към сериала „Под купола“ на CBS. Ана Гън (Скайлър Уайт) също споменава за „разговор“ с Гилиган за вероятна гостуваща роля.
Майкъл Маккийн е избран за ролята на Чък – братът на Сол. Актьорът е участвал по-рано в сериала „Г-н Шоу“ на Оденкърк, а също и в епизода „Dreamland“ от „Досиетата Х“, чийто сценарист е Гилиган. Актьорският състав включва още Патрик Фейбиън (Хауърд Хамлин), Рей Сийхорн (Ким Уекслър) и Майкъл Мандо (Игнасио „Начо“ Варга). През октомври 2014 г. Кери Гордън получава ролята на Стейси Ърмънтрот – снахата на Майк. През ноември 2014 г. става ясно, че Джули Ан Емъри и Джеръми Шеймъс ще играят съответно Бетси и Крейг Кетълмън, описани като „най-честните престъпници на света“.

### Заснемане
Снимките на пилотния епизод започват на 2 юни 2014 г. Заснемането на шести сезон започва на 10 март 2021 г. и приключва на 9 февруари 2022 г.